# Leptogenys khammouanensis
Leptogenys khammouanensis (лат.) — полуслепой муравей подсемейства Ponerinae, обитающий в глубине более чем 4 км в двух карстовых пещер в Лаосе. Был обнаружен в пещерных ходах общей длиной 22 км. Длина тела 7,6 мм. Он характеризуется целым набором специфических морфологических черт, которые считаются характерными для троглобионтных членистоногих (бледная окраска тела, глаза редуцированные, удлинённые усики и ноги).